# Даниловка (Орловський район)
Дани́ловка (рос. Даниловка) — присілок у складі Орловського району Кіровської області, Росія. Входить до складу Орловського сільського поселення.
Населення становить 30 осіб (2010, 55 у 2002).
Національний склад станом на 2002 рік — росіяни 98 %.